# Zorra Plateada
Zorra Plateada (inglés: Silver Fox) es una personaje que aparece en Marvel Comics. Zorra Plateada es un antiguo interés amoroso para Wolverine, y actualmente trabaja para la organización terrorista HYDRA.
El personaje ha aparecido en varias series animadas de X-Men y videojuegos, y fue interpretada por Lynn Collins en la película de 2009 X-Men Origins: Wolverine.

## Historial de publicaciones
Aparece por primera vez en Wolverine vol. 2 # 10 y fue creado por Chris Claremont y John Buscema.

## Biografía del personaje ficticio
Zorra Plateada es miembro de la Primera Nación de Pies negros. Desde principios hasta finales de 1900, vivió con Wolverine como su amante en Canadá. Fue supuestamente asesinada por Sabretooth en el cumpleaños de Wolverine, pero luego se reveló que estaba viva y era miembro del "Equipo X", el equipo de operaciones encubiertas más formidable que la CIA tenía para ofrecer. Fox finalmente traiciona al Equipo X y se convierte en miembro de HYDRA, una organización terrorista subversiva.
Zorra Plateada reaparece durante el período moderno cuando Wolverine rastrea a cada miembro del personal de Arma X, descubriendo los estudios donde se almacenaron muchos de sus recuerdos, que él cree que son reales. Al parecer, ella mata al profesor que había estado a cargo del programa después de que Logan se fue. En este punto, se revela que Zorra Plateada está al mando de una sección de HYDRA.
Poco después, Zorra Plateada captura a la asesina Reiko y forma una alianza con el jefe de Reiko, Mano Jonin Matsu'o Tsurayaba. Matsu'o está tratando de comprar las conexiones del inframundo del clan Yashida antes de que Mariko Yashida las corte por completo. Zorra Plateada engaña a Reiko para envenenar a Mariko y le da a Matsu'o lo que quería. Las motivaciones de Zorra Plateada en esto no están claras.
Más tarde, cuando Mastodon, miembro del Programa Arma X, muere debido al fracaso de su factor antienvejecimiento, Zorra Plateada se reúne con Logan, Creed, Maverick y Wraith. Ella se muestra fría con Logan, y parece no recordar haber pasado un tiempo agradable con él. El grupo se infiltra en una base secreta y se enfrenta al hombre que los había implantado con sus falsos recuerdos: Aldo Ferro, el Psi-Borg. Después de que Carol Hines muera de miedo a manos de la transformación de Ferro, Ferro toma el control de sus mentes y esta vez hace que Creed mate a Zorra Plateada. Después de la derrota de Ferro, Silver Fox debía ser enterrada en el Centro de Salem. En la iglesia, Logan descubre que su cuerpo ha sido preparado para el vuelo. El padre de la iglesia notifica a Logan que "una pared de ladrillos con un parche en el ojo" dio la orden. De repente, un transportista de S.H.I.E.L.D. llega con Nick Fury, quien afirma que nunca imaginó el día en que un miembro de HYDRA de alto rango obtendría un entierro de S.H.I.E.L.D. con honores completos. Wraith aparece también, habiendo orquestado todo el funeral, declarando que "Salem Center no significaba nada para ella". Wraith le dice a Logan que encontraron la cabaña donde realmente vivió con Zorra Plateada hace una vida. Obtiene permiso para enterrarla allí, solo con una pala y usa la parte de la puerta con "Zorra Plateada + Logan" en un corazón que había tallado como una lápida.
Wolverine vuelve a revivir el recuerdo inducido de Sabretooth de haber matado a Zorra Plateada en su cumpleaños, aunque este problema parece ignorar su anterior "regreso" a la vida.

## Poderes y habilidades
Zorra Plateada posee un factor de curación artificial y un supresor de la edad, lo que le permite conservar su apariencia después de años de estar separada de Logan.

## En otros medios

### Televisión
- Zorra Plateada apareció en la serie animada de los X-Men episodio "Arma X, mentiras y cintas de video" (un juego de palabras por la película, "Sexo, mentiras y cintas de video"). En esta continuidad, ella también era miembro del Equipo X, amante de Wolverine, y una víctima del Programa Arma X. Ella y Maverick fueron creídos muertos tras una batalla con Omega Rojo pero se reveló más tarde que estaban vivos.
- Zorra Plateada aparece en el cómic Wolverine versus Sabretooth motion, con la voz de Heather Doerksen.[9]

### Películas

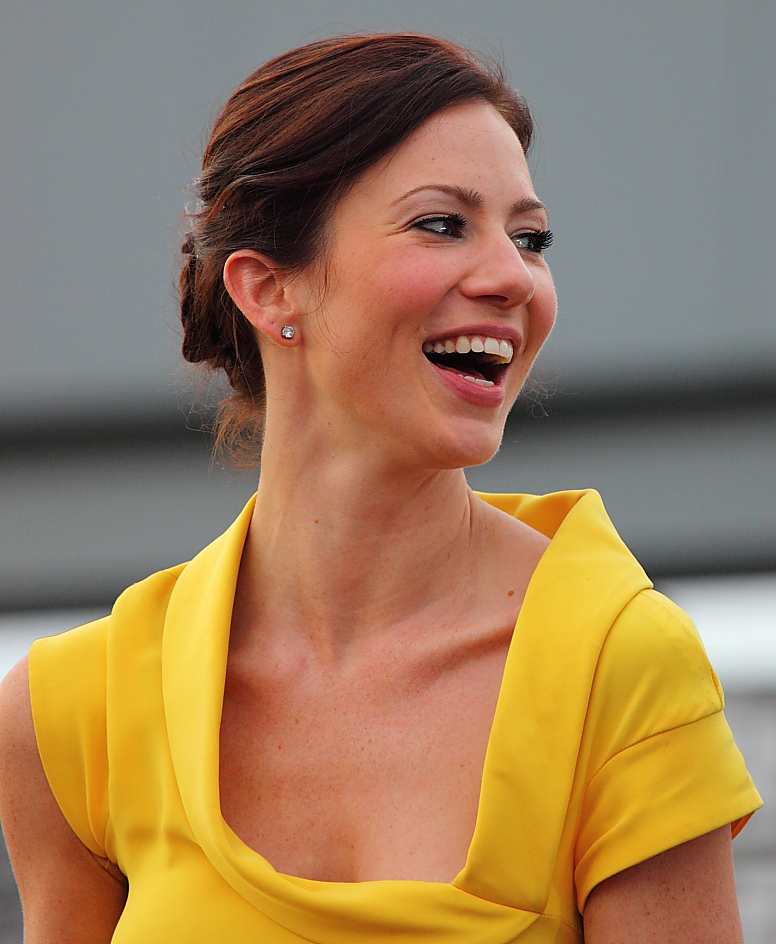
Lynn Collins interpreta a Kayla Silverfox en X-Men Origins: Wolverine.

- La actriz Lynn Collins interpreta a Zorra Plateada en la película de 2009 X-Men Origins: Wolverine. Ella se llama Kayla Silverfox. En lugar del factor de curación acelerado que le fue dado a Zorra Plateada originalmente, en la película ella posee una habilidad de control mental táctil donde puede controlar la mente de cualquier persona que toca (aunque parece que Victor Creed y Logan son inmunes a su habilidad). Ella está en una relación con Logan, al parecer trabajando como maestra de escuela. Zorra Plateada es responsable de la elección de Logan de "Wolverine", como su alias: Una historia que ella le contó incluía un espíritu que fue engañado para que se separara para siempre de su amante, la Luna, el espíritu (cuyo nombre se traduce como "Wolverine"), posteriormente obligado a mirar la Luna para siempre y nunca estar con ella otra vez. También identifica a Emma Silvefox como su hermana. Se revela que su muerte era falsa para un gran plan para copiar los poderes de Wolverine, pero reconforta a Wolverine con el seguridad de que sus sentimientos por el otro eran reales, porque su poder nunca funcionó en él. Zorra Plateada sufre lesiones mortales en el asalto final a la prisión de la Isla. Antes de morir ella toca a William Stryker, diciéndole que camine hasta que sus pies sangren. Logan ve su cuerpo muerto poco después, pero como él tiene amnesia por recibir un tiro en la cabeza con una bala de adamantium, es incapaz de recordar la conexión de ella con él.
- En The Wolverine, la voz de Logan puede escucharse llamando a Kayla a través de una de sus pesadillas. Además, su voz se puede escuchar brevemente cerca del final de la película donde se usaron imágenes archivadas para esto.[10]

### Videojuegos
- Kayla Silverfox aparece en la adaptación en videojuego de X-Men Origins: Wolverine con la voz de April Stewart.[9]